# ServiceNow
ServiceNow, Inc. è una società di software americana con sede a Santa Clara, in California, che sviluppa una piattaforma di cloud computing per aiutare le aziende a gestire i flussi di lavoro digitali per le operazioni aziendali. Fondata nel 2003 da Fred Luddy, ServiceNow è quotata alla Borsa di New York ed è un elemento costitutivo dell'indice Russell 1000 e dell'indice S&P 500 . Nel 2018 la rivista Forbes l'ha inserita al primo posto nella lista delle aziende più innovative al mondo.

## Storia
ServiceNow è stata fondata come Glidesoft, Inc. nel 2003 da Fred Luddy e successivamente registrata in California nel 2004. Luddy aveva precedentemente ricoperto il ruolo di Chief Technology Officer per Peregrine Systems, una società di software aziendale con sede a San Diego, fino al 2002. Nel fondare l'azienda, Luddy intendeva fornire gli stessi servizi precedentemente disponibili presso l'allora defunta Peregrine Systems.
Luddy è stato l'unico dipendente fino alla metà del 2005 quando 2.5 milioni di dollari in finanziamenti di venture capital da parte di JMI Equity hanno permesso a Glidesoft di assumere altre cinque persone. Nel 2006 la società ha cambiato nome in Service-Now.com. Nel 2007 ServiceNow ha registrato un fatturato annuo di 13 milioni di dollari e ha aperto il suo primo ufficio nella Silicon Valley, a San Jose. Il 2007 è stato anche il primo anno in cui la società "ha registrato un flusso di cassa positivo".
Nel giugno 2012 ServiceNow si è quotata in borsa a seguito di un'IPO da 210 milioni di dollari. Poco dopo l'azienda trasferì la propria sede da San Diego a Santa Clara, in California. L'offerta pubblica iniziale è stata seguita da Morgan Stanley un mese dopo aver reso pubblico Facebook. Nell'ottobre 2019 la società ha annunciato che al CEO John Donahoe sarebbe succeduto Bill McDermott, ex CEO di SAP alla fine dell'anno solare. Nel maggio 2023 NVIDIA ha annunciato una partnership con ServiceNow per portare servizi di intelligenza artificiale alle principali aziende. Questa partnership mira a utilizzare i dati specifici dell'azienda nel nuovo servizio AI, distinguendolo dai progressi AI compiuti da OpenAI e ChatGPT.